# Algar do Caixeiro
O Algar do Caixeiro é uma gruta portuguesa localizada na freguesia da Criação Velha, concelho da Madalena do Pico ilha do Pico, arquipélago dos Açores.
Esta cavidade apresenta uma geomorfologia de origem vulcânica em forma de cone vulcânico com cratera e algar, tendo cerca de 70 m. de profundidade.